# علسوط مجذع
علسوط مجذع أو دعسوقة الخلنج (الاسم العلمي: Chilocorus bipustulatus)، حشرة خاتلة آرفة نافعة من فصيلة الدعسوقيات.
توجد في معظم المنطقة القطبية الشمالية القديمة (أوروبا، شمال إفريقيا، آسيا في شمال سفوح جبال الهيمالايا، وشمال ووسط شبه الجزيرة العربية)، وقد أُدخل إلى أفريقيا الاستوائية وهاواي وشمال أمريكا.